# Saikai
Saikai (西海市, Saikai-shi) est une ville japonaise située dans la préfecture de Nagasaki.

## Géographie

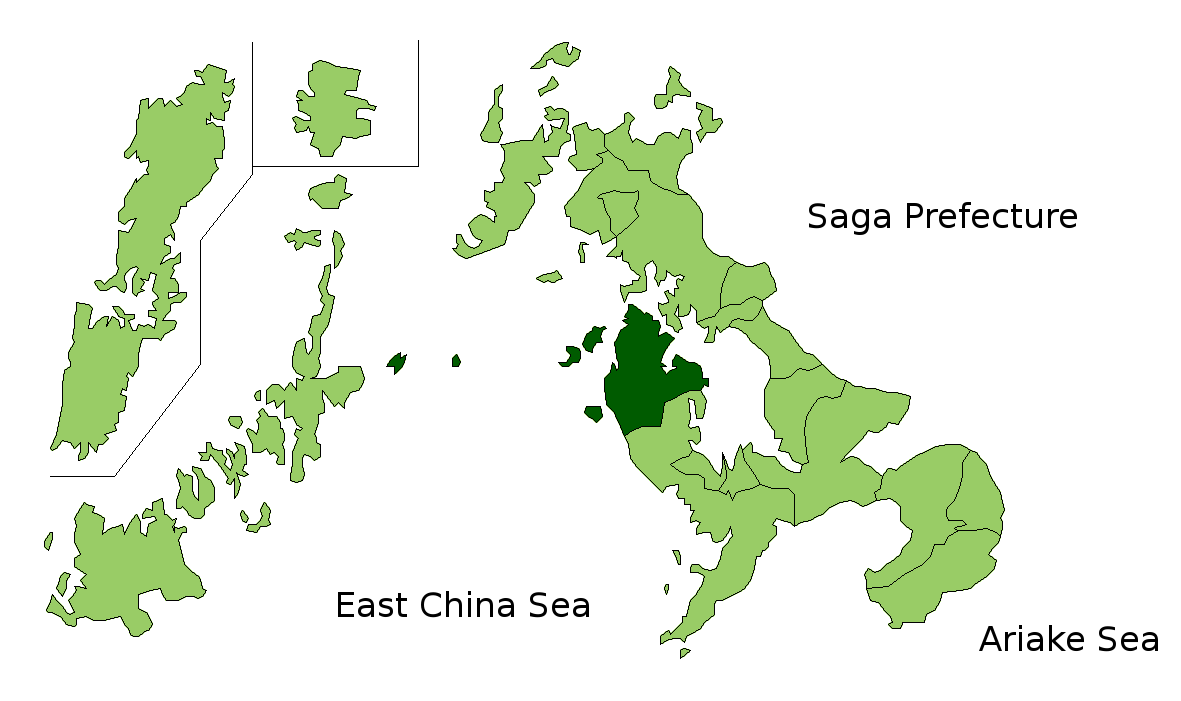
Saikai dans la préfecture de Nagasaki.

### Situation
Saikai est située dans le nord de la péninsule de Nishisonogi, dans le nord-ouest de l'île de Kyūshū. Elle est bordée par la Mer de Chine orientale à l'ouest et par la baie d'Ōmura à l'est.

### Démographie
En 2009, la ville de Saikai avait une population estimée à 32 107 habitants répartis sur une superficie de 241,95 km2 (densité de population de 133 hab./km2). Elle était de 26 000 habitants en juillet 2022.

### Climat
Saikai a un climat subtropical humide avec des étés chauds et des hivers frais. La température moyenne annuelle à Saikai est de 16,6 °C. La pluviométrie annuelle moyenne est de 1 710,7 mm, juin étant le mois le plus humide.

## Histoire
La ville moderne de Saikai a été créée le 1er avril 2005, de la fusion des anciens bourgs de Saikai, Ōseto, Ōshima, Sakito et Seihi.

## Économie
L'économie de la région actuelle de Saikai était dominée par la pêche et la chasse à la baleine à l'époque d'Edo, et l'extraction du charbon à l'ère Meiji. La région est maintenant principalement agricole, avec un tourisme également important.

## Jumelage
La ville est jumelée avec :
- Hiroo (Japon)
- Bowen (Australie)